# Baz Idoine
Barry „Baz“ Idoine ist ein neuseeländischer Kameramann.

## Leben
In der Highschool war Idoine in einer Theatergruppe aktiv und strebte früh eine Karriere in der Entertainment-Branche an. Er begann seine Karriere bei Television New Zealand, wo er einige Jahre tätig war. Bald wirkte er als Produktionsassistent an ersten Filmproduktionen in Neuseeland, bevor er sich in Sydney niederließ und dort zwei Jahre für Paul Murphy arbeitete. 1994 arbeitete Idoine an Rapa Nui – Rebellion im Paradies und lernte dabei Regisseur Kevin Reynolds kennen, der ihn für seinen nächsten Film Waterworld engagierte. Kurz darauf traf Idoine Regisseur Steven Soderbergh, für den er als Assistenzkameramann an Out of Sight mitwirkte. Danach arbeitete Idoine für Soderbergh an Filmen wie Erin Brockovich, Traffic – Macht des Kartells, Ocean’s Eleven und Solaris. Es folgten Arbeiten als Assistenzkameramann für Filme wie Good Night, and Good Luck, Syriana, Miami Vice, Michael Clayton, There Will Be Blood, Männer, die auf Ziegen starren, Salt, Mission: Impossible – Phantom Protokoll, Das Bourne Vermächtnis, The Master und American Sniper.
2016 war Idoine bei Rogue One: A Star Wars Story neben Greig Fraser Kameramann der Second Unit. Neben Fraser, Matthew Jensen und David Klein war Idoine seit dem Jahr 2019 einer der Kameramänner der Star-Wars-Serie The Mandalorian. Für die Episode Chapter 7: The Reckoning wurden Idoine und Fraser 2020 mit einem Emmy ausgezeichnet.

## Filmografie (Auswahl)
- 2014: Bald (Kurzfilm)
- 2019–2020: The Mandalorian (Fernsehserie, 10 Episoden)
- 2020: Lone Wolf Survival Kit
- 2022: Thor: Love and Thunder
- 2024: Monster: Die Geschichte von Lyle und Erik Menendez (Monsters: The Lyle and Erik Menendez Story, Fernsehserie, 3 Episoden)